# Icterodes
Icterodes là một chi bướm đêm thuộc họ Geometridae.